# Фортун Гарсес
Фортун Гарсес (шп. Fortún Garcés, баск. Orti Gartzez, арап. فرتون غارسيز ملك نافارا — Fortoûn ibn Garsiya), познат и као Једнооки или Монах (шпански El Monje), био је краљ Памплоне од 882. до 905.
Био је трећи и посљедњи владар из династије Ињигес (Íñiguez).

## Породица
Није познато када је тачно рођен.
Отац му је био краљ Гарсија Ињигес (García Íñiguez), а деда краљ Ињиго Ариста, оснивач краљевине Памплоне. Мајка му је највероватније била краљица Урака (за њу се верује да је била ћерка муслимана званог Муса ибн Муса ибн Каси), а сестра му је била Химена Гарсес.

## Биографија
Мухамед I од Кордобе је 860. године заробио Фортуна те га одвео у Кордобу.
Након смрти краља Гарсије, Фортуну је било допуштено вратити се у Памплону и постати владар краљевине. Фортун је постао краљ 870. те је владао тако шта је више био на страни племића муслимана него племића Памплоне који су били католици.
Године 905. је за краља био изабран Санчо Гарсес I из династије Хименес. Он је постао нови краљ, а Фортун се повукао у један манастир. Тамо је и умро, 922. године

## Породица
Фортунова жена је била муслиманка Аурија. Њихово најпознатије дете је била принцеза (или инфанткиња) Онека Фортунес.